# Lorne Lofsky
Lorne Lofsky (* 10. května 1954 Toronto) je kanadský jazzový kytarista, který byl členem kvarteta Oscara Petersona.
Lofsky začal hrát rockovou hudbu na školních tanečních, ale později se začal zajímat o jazz poté, co vyslechl album Kind of Blue od Milese Davise. V 70. letech navštěvoval York University v Torontu a studoval hudbu při práci v klubech v Torontu. Pracoval s kanadskými hudebníky Butchem Watanabem a Jerrym Tothem a s hostujícími Američany Pepperem Adamsem, Bobem Brookmeyerem a Chetem Bakerem.
V roce 1980 se Lofsky setkal s kanadským pianistou Oscarem Petersonem, který produkoval své první album It Could Happen to You. Cestoval s Petersonem v roce 1980, a cestoval a nahrával jako člen Petersonova kvarteta a kvinteta v roce 1990. Lofsky také spolupracoval s Edem Bickertem, Ruby Braffovou, Rosemary Clooneyovou, Kirkem MacDonaldem, Robem McConnellem, Talem Farlowem, Dizzy Gillespie, Johnnym Hartmanem a Clarkem Terrym.
V letech 1983 až 1991 hrál Lofsky v kvartetu s jazzovým kytaristou Edem Bickertem. Tato spolupráce přinesla dvě nahrávky (z nichž jedna byla pro prestižní značku Concord s názvem This Is New) a turné po Španělsku v roce 1991.
Na začátku 80. let zahájil Lofsky důležitou hudební asociaci se saxofonistou Kirkem Macdonaldem, která vedla k vytvoření kvarteta. Různé verze tohoto kvarteta odehrály řadu koncertů mimo Toronto, včetně Atlantic Jazz Festival, Montreal's Upstairs Club a Vancouver's Cotton Club.
Lofsky učil na York University a University of Toronto.

## Diskografie
- It Could Happen to You (Pablo, 1980)
- Ed Bickert, Lorne Lofsky and Friends, (Unisson, 1985)
- This is New, with Ed Bickert (Concord, 1990)
- Lorne Lofsky (Jazz Inspiration, 1992)
- Bill Please (Jazz Inspiration, 1994)